# Swift (Campinas)

O Swift é um bairro da Região Sul de Campinas, tendo ao norte o Jardim Proença e o Jardim Ouro Branco, a leste o Jardim Santa Eudóxia e a oeste e ao sul está a Vila Joaquim Inácio.

## História
O nome do bairro vem de um antigo complexo industrial, o então Distrito Industrial de Campinas, instalado a partir da década de 1940, cuja fábrica mais conhecida foi a Swift, mas entre outras, havia também empresas como a Coca-Cola, a Matarazzo, a Rações Anhanguera, etc. Sua localização era estratégica: no quilômetro 40 da linha-tronco da Cia. Paulista de Estradas de Ferro era atendida por uma cabine de controle e um ramal férreo. A partir da década de 1980, as indústrias começaram a sair do bairro, reflexo do êxodo industrial que atingiu Campinas por muitos anos.
A partir da década de 1990, o bairro começou a passar por transformações: em 1990 foi inaugurado o hipermercado Extra Abolição a primeira unidade da marca a ser construída com esse fim e alguns depois a chegada de uma unidade da Universidade Paulista (Unip) deram à região à conformação que possui hoje.
No início da década de 2010, a chegada de vários empreendimentos imobiliários começou a impactar profundamente o trânsito na região, já comprometido no horário de pico pela presença da universidade, com a municipalidade realizando um novo plano viário para a região, com a criação de uma nova rotatória e outras mudanças viárias no entorno. Todavia, até o presente momento, os problemas de circulação continuam, com uma média de 12 mil veículos circulando no horário de pico, ainda sem a implantação de todas as alterações necessárias.

## Serviços
- Concessionária
- Hipermercado
- Universidade

## Vias principais
- Rua da Abolição
- Avenida Comendador Enzo Ferrari
- Rua Engenheiro Augusto de Figueiredo
- Rua Martinho Calsavara (antiga Travessa A)[7]